# Sonia Arrison
Sonia Arrison (Alberta, 8 de septiembre de 1972) es una escritora nacida en Canadá y nacionalizada estadounidense. Escribe libros y artículos especializados en el impacto de la tecnología en la vida humana, incluyendo el superventas en su país 100 Plus: How the Coming Age of Longevity Will Change Everything, From Careers and Relationships to Family and Faith, un libro sobre la investigación de la prolongación de la vida.

## Biografía y carrera
Nacida en Alberta, Canadá, de madre farmacéutica y padre químico, Arrison estudió ciencias políticas en la Universidad de Calgary a mediados de la década de 1990. Se interesó por las repercusiones políticas de la Internet, lo que la llevó a convertirse en directora de estudios tecnológicos del Instituto de Investigaciones del Pacífico, un grupo de reflexión libertaria con sede en San Francisco, a principios de la década de 2000.
En el año 2000, Arrison publicó una columna en el San Francisco Chronicle en la que se oponía a la adopción por parte de San Francisco de una política de "acceso abierto" para los operadores de cable. También criticó la decisión de San Francisco de 2006 de proporcionar acceso gratuito a las telecomunicaciones inalámbricas en toda la ciudad, afirmando que «una administración municipal que no puede arreglar nuestras calles, dirigir un sistema de transporte público eficaz, abordar la tragedia de los sin techo y reducir los impuestos, no tiene por qué monopolizar la Internet». Años más tarde fue Presidenta de la Junta de Gobernadores de la organización Lead21, a través de la cual conoció a su esposo, Aydin Senkut, que fue «uno de los primeros empleados de Google».
Arrison fue una de las fundadoras de la Universidad de la Singularidad, institución educativa creada en 2008. Al poco tiempo empezó a desarrollar su libro 100 Plus, el cual fue publicado en 2011 con un prólogo de Peter Thiel. Arrison fue una de los oradoras en la Cumbre de la Singularidad de octubre de 2011 en Nueva York. En una entrevista de 2012 con CBS News, declaró que se inspiró para escribir 100 Plus después de ver un episodio de la serie de televisión The Swan, en el que los participantes estaban encantados de recibir un cambio de imagen que implicaba procedimientos de cirugía plástica relativamente menores. La escritora declaró que esto la hizo pensar en las posibles repercusiones sociales que acompañan a los cambios mucho más sustanciales que se hacen posibles gracias a los nuevos avances médicos.

## Publicaciones
- Telecrisis: How Regulation Stifles High-Speed Internet Access, 2003.
- 100 Plus: How the Coming Age of Longevity Will Change Everything, From Careers and Relationships to Family and Faith, 2011.
- Will You Still Love Me When I’m 164?, 2013.